# Ischnura capreolus
Ischnura capreolus là một loài chuồn chuồn kim trong họ Coenagrionidae.
Ischnura capreolus được Hagen miêu tả khoa học năm 1861.